# Arild Christopher Huitfeldt
Arild Christopher Huitfeldt (født 30. januar 1769 på Elingård, død 2. april 1845 på Eskevik) var en dansk-norsk officer.
Han var søn af generalmajor Valentin Vilhelm Hartvig Huitfeldt, fik 12 år gammel udnævnelse til fændrik ved 1. smålenske Infanteriregiment, blev forsat herfra 1788 som sekondløjtnant til søndenfjeldske Infanteriregiment og her premierløjtnant 1790, kaptajn 1802, major 1808. I felttoget mod Sverige sidstnævnte år viste han sig som en kæk og duelig soldat og fremhævedes gentagne gange af prins Christian August for sin gode konduite, fornemmelig i træfningen ved Præstebakke 10. juni 1811 fik han efter ansøgning på grund af svageligt helbred sin afsked med ventepenge, men meldte sig på ny til tjeneste i Hæren 1814 og deltog med udmærkelse nævnte år i krigsbegivenhederne på den norsk-svenske grænse. Ved Norges afståelse til Sverige udtrådte han for bestandig af krigstjenesten. Huitfeldt havde 29. marts 1805 ægtet Anna Elisabeth Wiel (16. juni 1781 – 1. november 1862). Han døde 2. april 1845 på sin gård Eskevik.